# Simon Ho
Simon Ho (* 1963 in Bern, bürgerlich Simon Hostettler) ist ein Schweizer Komponist und Musiker.

## Karriere
Simon Ho studierte unter anderem bei Pierre Boulez. Hostettler ist in verschiedenen Stilen zuhause, er hat Kinderopern geschrieben, Kompositionen für Avantgarde-Jazzband (z. B. Another Commission mit Texten von Meret Oppenheim), Arrangements für klassische Formationen (etwa für I Salonisti, die Streicher-Formation aus dem Film Titanic); in New York gründete er das Duo Sounds mit der Avantgarde-Sängerin Shelley Hirsch. Hostettler hat für Georgette Dee geschrieben, ist in Minimalbesetzung durch Mexiko getourt, er ist Gastkomponist am Staatstheater Stuttgart, hat den Kompositionswettbewerb der Stadt Bern 1992 und das New-York-Stipendium der Stadt Bern 2000 gewonnen. Er hat auch verschiedentlich Literatur vertont, so auf der Hör-CD Hinter deiner Schulter geht die Welt unter mit Texten von T. C. Boyle.
Bevor er seine Karriere als Solo-Musiker begann, war er bereits mit verschiedenen Schweizer Formationen unterwegs gewesen. 2002 folgte das erste auf Tonträger veröffentlichte Werk unter eigenem Namen: Seine erste CD, Before Sleep, war eine Sammlung von Songs und Stücken, über ein paar Jahre hinweg aufgenommen von verschiedenen Musikern in verschiedenen Formationen, vom Streichquartett zur Rockband. Beteiligt war daran auch Henk Hofstede, der Sänger der holländischen Nits. Zuerst trat Ho gemeinsam mit den Nits an der «Nacht der Liebe» an der Expo 02 auf, dann gingen Ho und Nits auf eine Klub-Tournee in der Schweiz.
Wenig später gründete Hostettler seine eigene Band, mit Andi Hug und Monic Mathys, der Rhythmus-Gruppe von Patent Ochsner, zwei Sängerinnen, der Irin Shirley Grimes und der Holländerin Vera van der Poel, und dem Gitarristen Oli Hartung.
Diese Formation nahm 2005 das Studio-Album If auf, mit Gastbeiträgen von Henk Hofstede und den Sängerinnen der finnischen Formation Värttinä. 2006 erschien Normal Sunday, ein Live-Album mit Songs von Simon, Värttinä und den Nits, eingespielt von einer 14-köpfigen Formation mit gegenwärtigen und ehemaligen Mitgliedern der Nits und von Värttinä. Dieselbe Truppe ging Ende 2005 an das berühmte Festival Crossing Borders in Den Haag, Holland.
Seither ist Hostettler mit seinen Kompositionen in Metropolen wie New York und Städten wie Stuttgart aufgetreten. Eine Tournee führte ihn auch nach Argentinien.
Im September 2010 trat Simon Ho in der Schweiz erneut mit dem Ho Orchestra auf. Das Spoon River Project basiert auf der «Spoon River Anthology» von Edgar Lee Masters. In diesem Klassiker der amerikanischen Literatur melden sich die Toten zu Wort; sie sprechen aus dem Grab heraus über ihr Leben, ihre Liebe, ihre Sünden.